# Hofbach (Speltach)
Der Hofbach ist ein weniger als einen Kilometer langer Bach im Gebiet der Gemeinde Frankenhardt im Landkreis Schwäbisch Hall im nordöstlichen Baden-Württemberg, der weniger als einen halben Kilometer unterhalb der Flussbrücke bei Unterspeltach von rechts und Ostsüdosten in die mittlere Speltach mündet.

## Geographie

### Verlauf
Der Hofbach entsteht auf etwa 463 m ü. NHN unterhalb des kleinen Straßenpasses zwischen den bewaldeten Kuppen Schwabenberg im Westen und Butzenbach im Osten neben der Gemeindestraße von Betzhof herüber nach Unterspeltach. Von der Straße trennen ihn die ersten gut hundert Meter des Bachlaufs zwei Obstbaumreihen, denen entlang er nach Norden hangabwärts zieht. Weitere etwa hundert Meter fließt er danach nordwestwärts im linken Graben der Straße. Dann unterquert der Hofbach die Gemeindestraße, worauf sein nun einen Viertelkilometer lang nordnordwestlich laufender Graben die Flurgewanne Hofäcker links und Große Wolfsklinge rechts trennt. Der Bach unterquert die K 2641 Unterspeltach–Jagstheim und setzt sich in fast nördlicher Richtung in immer flacherem Terrain fort. In Abständen stehen hier Bäume am unterhalb der ersten Straßenquerung kahlen Graben. Schließlich mündet der Hofbach auf etwa 412 m ü. NHN, weniger als 400 Meter unterhalb der Flussbrücke der K 2640 bei Unterspeltach, von rechts in die untere Speltach.
Der zuflusslose Hofbach erreicht nach einem 0,8 km langen Lauf mit mittlerem Sohlgefälle von rund 63 ‰ etwa 51 Meter unterhalb seines Ursprungs die Speltach.

### Einzugsgebiet
Das in spitzem Keil sich zur Mündung erstreckende Einzugsgebiet des Hofbachs ist etwa 0,2 km² groß und reicht an der höchsten Wasserscheide im Süden beidseits des kleinen Passes am Südwesteck auf dem Schwabenberg bis auf etwa 493 m ü. NHN, am Südosteck auf der Butzenbergspitze bis auf 484,6 m ü. NHN. Auf diesen Höhen vor dem dahinter liegenden Quellgebiet des Brunnenbachs, eines Jagst-Zuflusses, steht jeweils Wald. Dahinter liegen am rechten Speltachtalhang im oberen Bereich vorwiegend Äcker, näher zum Fluss gemischt Wiesen und Äcker. Der nächstobere linke Zufluss der Speltach ist der Schmindbach, mit dessen Einzugsgebiet allerdings kein Kontakt besteht; unterhalb hat sie von rechts nurmehr Zufluss aus unbeständig wasserführenden Gräben.
Das Einzugsgebiet in der Teilortgemarkung Honhardt der Gemeinde Frankenhardt ist völlig unbesiedelt und gehört, naturräumlich gesehen, zum Unterraum Burgberg-Vorhöhen und Speltachbucht der Schwäbisch-Fränkischen Waldberge. Untere Bunte Mergel (Steigerwald-Formation) liegen in zwei Inseln auf den beiden Höhen im Süden, darunter zieht sich der Schilfsandstein (Stuttgart-Formation) bis etwa zur Straßenquerung, wonach der Gipskeuper (Grabfeld-Formation) bis an die flache Speltachaue reicht, in der Auenlehm liegt.

### LUBW
Amtliche Online-Gewässerkarte mit passendem Ausschnitt und den hier benutzten Layern: Lauf und Einzugsgebiet des Hofbachs

Allgemeiner Einstieg ohne Voreinstellungen und Layer: Daten- und Kartendienst der Landesanstalt für Umwelt Baden-Württemberg (LUBW) (Hinweise)
1. 1 2  Höhe nach dem Höhenlinienbild auf dem Hintergrundlayer Topographische Karte.
2. ↑  Länge nach dem Layer Gewässernetz (AWGN).
3. ↑  Einzugsgebiet abgemessen auf dem Hintergrundlayer Topographische Karte.
4. ↑  Höhe nach schwarzer Beschriftung auf dem Hintergrundlayer Topographische Karte.

### Andere Belege
1. ↑  Wolf-Dieter Sick: Geographische Landesaufnahme: Die naturräumlichen Einheiten auf Blatt 162 Rothenburg o. d. Tauber. Bundesanstalt für Landeskunde, Bad Godesberg 1962. → Online-Karte (PDF; 4,7 MB)
2. ↑  Geologie nach den Layern zu Geologische Karte 1:50.000 auf: Mapserver des Landesamtes für Geologie, Rohstoffe und Bergbau (LGRB) (Hinweise)